# 윌리엄 데머러스트

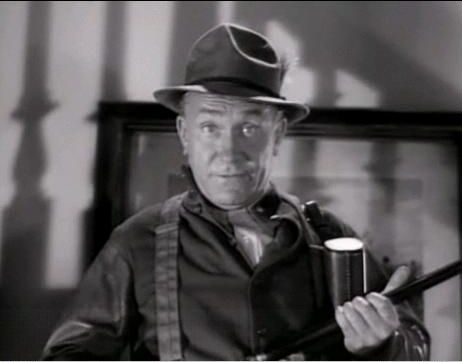

윌리엄 데머러스트(William Demarest, 1892년 2월 27일 ~ 1983년 12월 28일)는 미국의 영화배우, 연극 배우, 텔레비전 배우이다.
세인트폴에서 태어났으며 팜스프링스에서 사망하였다. 사인은 전립선암이다. 포리스트 론 메모리얼 파크에 매장되었다.

## 영화
- 돈 비 어프레이드 오브 더 다크 (1973년)
- 형사 맥밀란 (1971년)
- 명탐정 디씨 (1965년)
- 비바 라스베가스 (1964년) - 미스터 마틴 역
- 건망증 선생님 2 (1963년)
- 매드 매드 대소동 (1963년)
- 나의 세 아들 (1960년)
- 페페 (1960년)
- 보난자 (1959년)
- 산 (1956년) - 파더 벨라치 역
- 주피터의 애인 (1955년)
- 브라보 요새의 탈출 (1954년)
- 히어 컴 더 걸스 (1953년)
- 덴저러스 웬 웻 (1953년)
- 왓 프라이스 글로리 (1952년)
- 스트립 (1951년)
- 라이딩 하이 (1950년)
- 웬 윌리 컴스 매칭 홈 (1950년)
- 졸슨 스토리 2 (1949년)
- 위스퍼링 스미스 (1948년)
- 온 아워 메리 웨이 (1948년)
- 버라이어티 걸 (1947년)
- 폴라인의 모험 (1947년)
- 졸슨 스토리 (1946년)
- 솔티 오로키 (1945년)
- 어롱 케임 존스 (1945년)
- 모간 크리크의 기적 (1944년)
- 정복 영웅의 환영 (1944년)
- 옛날 옛적 (1944년)
- 스테이지 도어 캔틴 (1943년)
- 트루 투 더 아미 (1942년)
- 마이 페이버릿 스파이 (1942년)
- 팜 비치 스토리 (1942년)
- 설리반의 여행 (1942년)
- 보물섬 소동 (1942년)
- 데블 앤 미스 존스 (1941년)
- 레이디 이브 (1941년)
- 커민 라운드 더 마운틴 (1940년)
- 위대한 맥긴티 (1940년)
- 스미스씨 워싱톤 가다 (1939년)
- 웨이크 업 앤 라이브 (1937년)
- 로잘리 (1937년)
- 창공을 달리는 사랑 (1936년)
- 브로드웨이 멜로디 (1929년)
- 어 걸 인 에브리 포트 (1928년)